# Fåfotingar
Fåfotingar (Pauropoda) är en klass med mycket små leddjur inom understammen mångfotingar. Klassen omfattar idag (2005) cirka 750 kända arter fördelade på fem familjer och 30 släkten.

## Kännetecken
Fåfotingarna är mycket små mjukhudade djur med en längd på mellan 0,5 och 1,9 millimeter. De är långsmala och oftast vita med ett litet huvud. De har väldigt karakteristiska antenner. De är tvågrenade med tre flageller och ett egendomligt klotformat sinnesorgan som kallas globulus. På kroppen har de fem par långa känselborst. De saknar ögon men har istället på huvudet två andra sinnesorgan som kallas temporalorgan. Ordningen Hexamerocerata har 11 par ben som vuxna medan ordningen Pauropodina har mellan 8 och 10 benpar. Endast honorna kan ha 10 benpar, hanarna har högst 9. Larvstadier har färre benpar.

## Levnadssätt
Fåfotingarna lever i jorden. De kan påträffas mer än en meter ner i jorden. De kan dock inte själva gräva gångar utan är beroende av naturliga gångar och sprickor eller gångar som är gjorda av andra djur, till exempel maskar. Hanen avger spermiepaket som honan senare kan plocka upp, någon direkt parning förekommer således inte. Även jungfrufödsel kan förekomma (se partenogenes) varvid avkomman enbart blir honor. Deras födovanor är dåligt kända men är troligtvis framför allt svampphyfer och fina rottrådar, men även animalisk föda kan intas.

## Systematik
Fåfotingarna anses vara närmast besläktade med dubbelfotingarna. De delas in i två ordningar, Hexamerocerata och Pauropodina. Den förstnämnda har tropisk utbredning och har endast en familj med 8 kända arter. Totalt finns det 748 kända arter i världen men det antalet väntas öka kraftigt i framtiden eftersom fåfotingarna är knapphändigt utforskade.

### Arter i Norden
Samtliga nordiska arter tillhör familjen Pauropodidae inom ordningen Pauropodina.
- Familj Fåfotingar (Pauropodidae)
  - Släkte Grovfåfotingar (Pauropus)
    - Spetsfåfoting (Pauropus huxleyi)
    - Lansettfåfoting (Pauropus lanceolatus)

  - Släkte Skaftfåfotingar (Stylopauropus)
    - Skaftfåfoting (Stylopauropus pedunculatus)
    - Klykfåfoting (Stylopauropus brito)

  - Släkte Småfåfotingar (Allopauropus)
    - Långborstfåfoting (Allopauropus danicus)
    - Fyrkantsfåfoting (Allopauropus broelemanni)
    - Grenfåfoting (Allopauropus cuenoti)
    - Smalfåfoting (Allopauropus gracilis)
    - Klövfåfoting (Allopauropus helveticus)
    - Spatelfåfoting (Allopauropus multiplex)
    - Växthusfåfoting (Allopauropus pseudomillotianus)
    - Klubbfåfoting (Allopauropus tenellus)
    - Kransfåfoting (Allopauropus verticillatus)
    - Gaffelfåfoting (Allopauropus vulgaris)

  - Släkte Strandfåfotingar (Amphipauropus)
    - Strandfåfoting (Amphipauropus rhenanus)

  - Släkte Hårdfåfotingar (Scleropauropus)
    - Lyrfåfoting (Scleropauropus lyrifer)